# Pregnatrien
Pregnatrien je trienski derivat pregnana.
Primer jedinjenja iz ove grupe je kortivazol.